# Qualifications des épreuves de sambo aux Jeux européens de 2015
Les qualifications des épreuves de sambo aux Jeux européens de 2015 débutent en octobre 2014. 77 quotas sont attribués par la Fédération Européenne de Sambo,. Chaque pays peut qualifier au maximum un athlète par catégorie de poids.

## Pays qualifiés
| CNO               | Hommes | Hommes | Hommes | Hommes | Femmes | Femmes | Femmes | Femmes | Total |
| CNO               | 57     | 74     | 90     | +100   | 52     | 60     | 64     | 68     | Total |
| ----------------- | ------ | ------ | ------ | ------ | ------ | ------ | ------ | ------ | ----- |
| Arménie           | X      |        | X      |        | X      |        |        |        | 3     |
| Autriche          |        |        |        | X      |        |        |        |        | 1     |
| Azerbaïdjan       | X      | X      | X      | X      | X      | X      | X      | X      | 8     |
| Biélorussie       | X      | X      | X      | X      | X      | X      | X      | X      | 8     |
| Bulgarie          | X      | X      |        |        | X      | X      | X      | X      | 6     |
| Espagne           |        | X      |        |        |        | X      |        |        | 2     |
| France            |        | X      |        |        | X      |        | X      | X      | 4     |
| Géorgie           | X      | X      | X      | X      |        | X      |        | X      | 6     |
| Irlande           |        | X      |        |        | X      |        |        |        | 2     |
| Israël            |        |        |        |        |        | X      | X      |        | 2     |
| Italie            |        | X      |        |        |        |        |        |        | 1     |
| Lettonie          |        | X      |        |        |        |        |        |        | 1     |
| Lituanie          |        |        | X      |        | X      |        |        |        | 2     |
| Macédoine du Nord |        |        |        | X      |        |        |        |        | 1     |
| Moldavie          |        |        | X      |        |        | X      | X      | X      | 4     |
| Pologne           |        | X      |        |        |        |        |        |        | 1     |
| Roumanie          | X      | X      |        | X      | X      | X      | X      |        | 6     |
| Russie            | X      | X      | X      | X      | X      | X      | X      | X      | 8     |
| Serbie            |        | X      |        | X      |        |        |        | X      | 3     |
| Slovénie          |        | X      |        |        |        |        |        |        | 1     |
| Turquie           |        | X      |        |        |        |        |        |        | 1     |
| Ukraine           | X      | X      | X      | X      |        |        | X      | X      | 6     |
| 22 pays           | 8      | 16     | 8      | 9      | 9      | 9      | 9      | 9      | 77    |